# Chamá (sitio arqueológico)
Chamá es un pequeño yacimiento arqueológico maya correspondiente al periodo clásico tardío, de las tierras bajas de Guatemala situado en las orillas del río Chixoy, en el valle de Alta Verapaz a unos veinticinco kilómetros en línea recta,  al oeste de San Pedro Carchá.

## Breve descripción
Robert J. Burkitt realizó algunas excavaciones arqueológicas a principios del siglo XX patrocinado por el Museo de la Universidad de Pensilvania de los Estados Unidos de América.
El sitio perteneció o estuvo en su época bajo la influencia de los grupos mayas que se desarrollaron en las tierras bajas de la región en su migración hacia El Petén. Existe la hipótesis de que los grupos mayas que habitaron Chamá desarrollaron una técnica especial de manufactura de cerámica hacia el principio del siglo VIII dc, aunque la técnica y el estilo tuvieron una duración relativamente corta.
El estilo de Chamá para sus vasijas cilíndricas ostenta bandas blancas y negras con grecas pintadas en las orillas superiores y en la base con paletas rojas y negras aplicadas sobre un característico fondo amarillo y anaranjado. Su decoración normalmente incluía figuras de animales humanizados, de deidades y escenas mitológicas.